# Slag bij Salamis in Cyprus
De Slag bij Salamis in 306 v.Chr. was een zeeslag die werd uitgevochten nabij Salamis (Cyprus) tussen de vloten van Ptolemaeus I van Egypte en Demetrius I van Macedonië, twee van de diadochen, de opvolgers van Alexander de Grote. De zeeslag was een complete overwinning voor Demetrius, en resulteerde in zijn verovering van Cyprus.